# Невзоров, Борис Александрович (химик)
Бори́с Алекса́ндрович Невзо́ров (11 февраля 1914—1976) — советский химик-материаловед, доктор технических наук (1968), профессор (1970), заведующий лабораторией Физико-энергетического института (1954—1976), преподаватель Обнинского филиала Московского инженерно-физического института.

## Биография
Родился 11 февраля 1914 года в Саратове в семье плотника. С 14-летнего возраста работал чернорабочим и слесарем на кирпичном заводе, кочегаром и помощником механика на пароходе.
После окончания химического факультета Саратовского университета (1934—1940) до марта 1946 г. служил в РККА в Памирском погранотряде.
Работал инженером-химиком сначала в Саратове, а с 1948 года — в Челябинске-40 (начальник коррозионной лаборатории по обеспечению эксплуатации первого промышленного ядерного реактора). В этот период награждён орденом «Знак Почёта» (1951).
С апреля 1954 года — заведующий коррозионной лабораторией Лаборатории «В» (в дальнейшем — Физико-энергетического института). В 1966 г. за создание новых видов тезники награждён вторым орденом «Знак Почёта». Заслуженный изобретатель РСФСР (1963).
Химик-материаловед. Основные исследования в области физической химии, электрохимии, коррозии и защиты материалов.
В 1968 году защитил диссертацию на соискание учёной степени доктора технических наук. В 1970 году присвоено учёное звание профессора.
С 1955 г. по совместительству преподавател в Обнинском филиале Московского инженерно-физического института.
В 1974 г. ушёл с должности начальника лаборатории по состоянию здоровья. Умер 15 декабря 1976 года.

### Монографии
- Невзоров Б. А. Коррозия конструкционных материалов в натрии. — М.: Атомиздат, 1968. — 160 с.
- Невзоров Б. А. и др. Коррозия конструкционных материалов в жидких щелочных металлах. — М.: Атомиздат, 1977.